# 小台 (川崎市)
小台（こだい）は、神奈川県川崎市宮前区の町名。現行行政地名は小台1丁目及び小台2丁目で、住居表示未実施区域。面積は0.415km²である。

## 地理
小台は多摩丘陵から坂になっており、地域全体が坂のようになっている。

### 地価
住宅地の地価は、2024年（令和6年）7月1日時点の神奈川県地価調査によれば、小台2丁目23番10外の地点で46万円/m²となっている。

## 歴史

### 沿革
- 1975年（昭和50年）2月 - 土地区画整理事業（小台）[7]により、馬絹の一部（字大谷、字小台）を分離し、小台1丁目と小台2丁目を新設[8]。

## 世帯数と人口
2025年（令和7年）3月31日現在（川崎市発表）の世帯数と人口は以下の通りである。
| 丁目      | 世帯数    | 人口    |
| --------- | --------- | ------- |
| 小台1丁目 | 1,895世帯 | 3,700人 |
| 小台2丁目 | 2,481世帯 | 4,726人 |
| 計        | 4,376世帯 | 8,426人 |

### 人口の変遷
国勢調査による人口の推移。
| 年                 | 人口  |
| ------------------ | ----- |
| 1995年（平成7年）  | 5,886 |
| 2000年（平成12年） | 6,740 |
| 2005年（平成17年） | 7,132 |
| 2010年（平成22年） | 7,324 |
| 2015年（平成27年） | 7,892 |
| 2020年（令和2年）  | 7,962 |

### 世帯数の変遷
国勢調査による世帯数の推移。
| 年                 | 世帯数 |
| ------------------ | ------ |
| 1995年（平成7年）  | 2,807  |
| 2000年（平成12年） | 3,027  |
| 2005年（平成17年） | 3,152  |
| 2010年（平成22年） | 3,294  |
| 2015年（平成27年） | 3,607  |
| 2020年（令和2年）  | 3,723  |

## 学区
市立小・中学校に通う場合、学区は以下の通りとなる（2022年4月時点）。
| 丁目       | 番地 | 小学校             | 中学校               |
| ---------- | ---- | ------------------ | -------------------- |
| 小台一丁目 | 全域 | 川崎市立土橋小学校 | 川崎市立宮前平中学校 |
| 小台二丁目 | 全域 | 川崎市立土橋小学校 | 川崎市立宮前平中学校 |

## 事業所
2021年（令和3年）現在の経済センサス調査による事業所数と従業員数は以下の通りである。
| 丁目      | 事業所数  | 従業員数 |
| --------- | --------- | -------- |
| 小台1丁目 | 83事業所  | 872人    |
| 小台2丁目 | 89事業所  | 903人    |
| 計        | 172事業所 | 1,775人  |

### 事業者数の変遷
経済センサスによる事業所数の推移。
| 年                 | 事業者数 |
| ------------------ | -------- |
| 2016年（平成28年） | 132      |
| 2021年（令和3年）  | 172      |

### 従業員数の変遷
経済センサスによる従業員数の推移。
| 年                 | 従業員数 |
| ------------------ | -------- |
| 2016年（平成28年） | 1,793    |
| 2021年（令和3年）  | 1,775    |

## 交通

### 鉄道

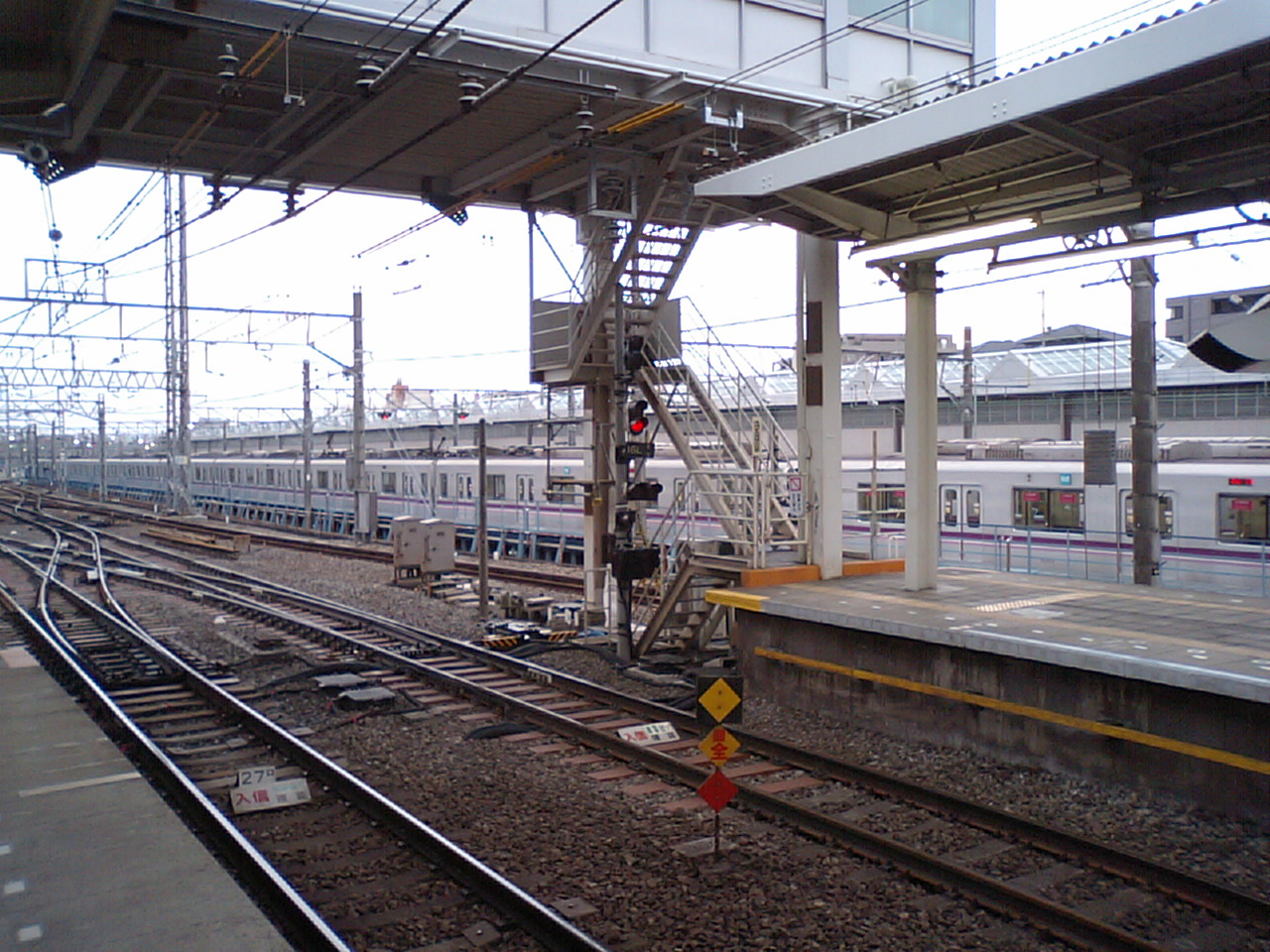
東京地下鉄鷺沼車両基地（鷺沼駅ホームから撮影）

東急田園都市線が北西端を通過し、鷺沼駅の一部が小台にかかるほか、東京地下鉄の鷺沼車両基地や、東急の長津田検車区鷺沼車庫も当地に所在する。なお、域外ではあるが、小台のすぐ北側に宮前平駅も所在する。

### バス
鷺沼駅と梶が谷駅を結ぶ梶01系統（東急バス虹が丘営業所担当）が当地の南端を経由している。

### 道路
- 尻手黒川道路

## 施設
- 東京地下鉄鷺沼車両基地
- 宮前警察署 鷺沼駅前交番

### 金融機関
- 三菱UFJ銀行鷺沼支店
- JAセレサ川崎鷺沼支店
- 横浜銀行鷺沼支店

### 教育機関
- さぎぬま幼稚園

## その他

### 日本郵便
- 郵便番号 : 216-0007[3]（集配局 : 宮前郵便局[19]）

### 警察
町内の警察の管轄区域は以下の通りである。
| 丁目      | 番・番地等 | 警察署     | 交番・駐在所   |
| --------- | ---------- | ---------- | -------------- |
| 小台1丁目 | 全域       | 宮前警察署 | 鷺沼駅前交番   |
| 小台2丁目 | 全域       | 宮前警察署 | 宮前平駅前交番 |